# Tonino Zurlo
Tonino Zurlo (Ostuni, 15 gennaio 1946) è un cantautore italiano originario di Ostuni, dove esercita l'attività di cantastorie.

## Biografia
Tonino Zurlo è un cantautore pugliese, nato a Ostuni nel 1946. Compone canzoni popolari di ispirazione contadina dall'età di 25 anni.
A metà anni '70 conosce Giovanna Marini che lo invita a frequentare il suo Folk Studio, definendo le sue canzoni: "il grido della gente del Sud dove si può solo mettere tutto in termini di vita o di morte, perché non c'è altro che conti". Frequentando l'ambito della controcultura romana, Zurlo diffonde le sue canzoni in rassegne e manifestazioni vicine all'ambiente del Nuovo Canzoniere Italiano, dove collabora con il conterraneo Enzo del Re. Pubblica brani come "Jàta viénde" e "Lu frate in Polizia", brano che nel '75 raccontava di due fratelli costretti a cercare lavoro in fabbrica e nelle forze dell'ordine, ritrovandosi su barricate opposte. Una storia che Marco Tullio Giordana nel 2003 ha inserito nel suo film La meglio gioventù.
Nel 2003 Tonino Zurlo, pubblica il suo primo CD Jàta viénde per l'etichetta discografica de "Il Manifesto", ottenendo l'attenzione di Moni Ovadia che apprezza "la sua scarna e sgangherata genialità che riassume iperbolicamente l'energia del popolo del Sud".
Il suo album L'ulivo che canta viene candidato tra i finalisti per la targa Tenco dedicata ai cantautori in lingua dialettale.
Nel 2005 viene inserito tra i cantastorie più importanti di Puglia, raccontati all'interno del documentario Le storie cantate - Viaggio tra i cantastorie di Puglia di Nicola Morisco e Daniele Trevisi realizzato grazie all'Assessorato alla Cultura della Regione Puglia. Raggiunta la pensione si dedica maggiormente all'artigianato realizzando a mano oggettistica e sculture in legno d'ulivo.

## Discografia

### CD
- 2003: Jàta viénde (Circolo Gianni Bosio - il manifesto)
- 2009: Nuzzule e Ppparule (Anima Mundi)
- 2013: L'ulivo che canta (Anima Mundi)

### Documentari
- 2005: "Le storie cantante- Viaggio tra i cantastorie di Puglia-" di Nicola Morisco e Daniele Trevisi (Regione Puglia - Assessorato alla Cultura). AA.VV: Enzo Del Re, Uccio Aloisi, Tonino Zurlo, Cantori di Carpino e Matteo Salvatore. Con il contributo di Antonio Infantino, Moni Ovadia, Daniele Sepe e Michele Placido.